# Status Update
Status Update  (conocida en Hispanoamérica como Status Update: Actualiza tu universo) es una película juvenil estadounidense protagonizada por Ross Lynch en su debut, Olivia Holt, dirigida por Scott Speer, y escrita por Jason Filardi.

## Sinopsis
Se centra en la historia de Kyle (Ross Lynch), un joven que después del divorcio de sus padres, se muda a Connecticut, donde tiene problemas para adaptarse a la ciudad y a su nueva escuela. Sin embargo, Kyle conoce a Dani (Olivia Holt), una chica por la que enseguida siente atracción, pero cuando su vida parece mejorar, comienza a ser hostigado por los chicos populares del colegio, quienes descomponen su celular. Cuando acude a un lugar para arreglar su móvil, recibe la sugerencia de descargar una aplicación que parece ser mágica y concede todos los deseos de Kyle, aunque parece tener la vida que siempre quiso, pronto se dará cuenta que nada es perfecto y tendrá que enfrentar las severas consecuencias.

## Elenco
- Ross Lynch como Kyle.
- Olivia Holt como Dani.
- Courtney Eaton como Charlotte.
- Diana Bang
- Martin Donovan
- Harvey Guillen como Harvey Gregory.
- Gregg Sulkin como Derek.
- Brec Bassinger como Maxie.
- Alexandra Siegel
- Rob Riggle como Darryl Moore.
- Famke Janssen
- John Michael Higgins
- Wendi McLendon-Covey como Ann Moore.
- Josh Ostrovsky

## Producción
En noviembre de 2014, The Hollywood Reporter anunció que Ross Lynch protagonizaría una película cómica y romántica, titulada Status Update, rodada en New England. Legendary's Asylum Entertainment compró el guion del escritor de 17 Again Jason Filardi. Jennifer Gibgot y Adam Shankman, de Offspring Entertainment, producirán la serie junto a Dominic Rustam, de Voltage, y Shawn Williamson, de Brightlight. La película se rodó en Vancouver en el verano de 2016.

## Recepción
Status Update ha recibido reseñas negativas de parte de la crítica y mixtas de parte de la audiencia. En el portal de internet Rotten Tomatoes, la película posee una aprobación de 0%, basada en 5 reseñas, con una calificación de 4.5/10, mientras que de parte de la audiencia tiene una aprobación de 49%, basada en 265 votos, con una calificación de 3.1/5.
En el sitio IMDb los usuarios le asignaron una calificación de 5.7/10, sobre la base de 5365 votos, mientras que en la página web FilmAffinity la cinta tiene una calificación de 4.5/10, basada en 58 votos.